# Leptaulaca undecimpunctata
Leptaulaca undecimpunctata es una especie de insecto coleóptero de la familia Chrysomelidae.
Fue descrita científicamente en 1833 por Klug.